# Pavillon d'Inphung
Le pavillon d'Inphung (인풍루, 仁風樓) a été construit en 1472, reconstruit en 1680, fortement endommagé pendant la guerre de Corée et de nouveau reconstruit. Il est situé au centre de la ville de Kanggye, sur la rive du Tongro-gang, en Corée du Nord.
Ce pavillon est considéré comme une des huit merveilles du Kwanso. Il a également été désigné trésor national n° 64.